# Ovida
Ovida of Odiva (overleden 481/482) was een West-Romeinse generaal en krijgsheer, waarschijnlijk van Gotische oorsprong en de laatste Romeinse heerser van Dalmatia.

## Achtergrond
Ovida diende als comes onder Julius Nepos. Op basis van zijn naam was hij van Germaanse, vermoedelijk Gotische, oorsprong. Nepos was de Romeinse provinciale heerser van Dalmatië onder de titel magister militum Dalmatiae, nadat hij zijn oom hierin was opgevolgd Marcellinus. In 474 werd Nepos benoemd tot keizer in het West-Romeinse Rijk, maar hij werd in 475 uit Italia verdreven en keerde terug naar Dalmatia. Terwijl hij in ballingschap was in Dalmatië, bleef Nepos de keizerlijke titel claimen en werd als de legitieme westelijke keizer gesteund door het Oost-Romeinse Rijk.
Om onbekende redenen vermoordden Ovida en een andere Germaanse generaal, Viator, keizer Nepos op 9 mei 480, in de buurt van Salona. Misschien werd de moord aangezet door Glycerius, Nepos' voorganger als westerse keizer, die Nepos had afgezet en tot bisschop van Salona had gemaakt. Een andere reden kan onwil zijn geweest om deel te nemen aan Nepos' geplande herovering van Italië.

## Heerser van Dalmatië
Na de moord op Nepos heerste Ovida over Dalmatia. Sommige moderne historici, zoals Wolf Liebeschuetz, beschrijven Ovida's positie als een Krijgsheer. Er zijn geen munten met een afbeelding van Ovida gevonden, maar het is mogelijk dat munten met Zeno's naam geslagen werden in Dalmatia. Dat zou erop kunnen duiden dat Ovida door Zeno als nieuwe soeverein werd geaccepteerd na Nepos dood. Ovida's heerschappij over Dalmaia werd bestreden door de voormalige opperbevelhebber van het West-Romeinse leger Odoacer. In 481 of 482 viel Odoacer Ovida aan. De datum van Odoacers' aanval en Ovidas' nederlaag is onzeker, aangezien de overgelverde bronnen verschillende data geven, maar hij regeerde minstens anderhalf jaar. Ovida werd verslagen en ter dood gebracht door Odoacer op 27 november of 9 december, in 481 of 482.